# Gino Rossi (boxe anglaise)
Pour les articles homonymes, voir Gino Rossi et Rossi.
Gino Rossi (né le 29 mai 1908 à Plaisance et mort en 1987 à Milan) est un boxeur italien.

## Biographie
Gino Rossi remporte la médaille d'argent dans la catégorie mi-lourds aux Jeux olympiques de Los Angeles en 1932. Après deux victoires face à Nikolaos Mastoridis et James J.Murphy, Rossi perd en finale contre le sud-africain David Carstens.

## Palmarès

### Jeux olympiques
- Jeux olympiques d'été de 1932 à Los Angeles[2] (poids mi-lourds)